# Август I (Олденбург)
Паул Фридрих Август фон Олденбург (на немски: Paul Friedrich August von Oldenburg; * 13 юли 1783, Растеде; † 27 февруари 1853, Олденбург) от династията Дом Олденбург, е от 1829 до 1853 г. като Август I велик херцог на Олденбург.

## Биография
Той е син на херцог Петер Фридрих Лудвиг (1755 – 1829) и на принцеса Фридерика фон Вюртемберг (1765 – 1785), дъщеря на херцог Фридрих Евгений II.
От 1803 до 1805 г. Август посещава университета в Лайпциг, отива в екзил след окупацията на Олденбург от французите през 1811 г. с баща си в Русия до 1813 г. и участва в Освободителните войни.
От 1811 до 1816 г. той е гуверньор на Естония. Участва във войните от 1812 до 1814 г. и се връща първо в Русия и през 1816 г. отново обратно в Олденбург.
След смъртта на баща му на 21 май 1829 г. Август го последва като херцог. На 28 май той взема титлата велик херцог и издига Херцогството Олденбург чрез патент на Велико херцогство.

## Фамилия
Първи брак: на 24 юли 1817 г. в Шаумбург а.д. Лан с принцеса Аделхайд фон Анхалт-Бернбург-Шаумбург-Хойм (1800 – 1820), дъщеря на княз Виктор II Карл Фридрих фон Анхалт-Бернбург-Шаумбург-Хойм (1767 – 1812) и Амалия фон Насау-Вайлбург (1776 – 1841). С нея той има децата:
- Амалия Олденбургска (1818 – 1875), омъжена 1836 г. за Отон I, принцеса на Бавария и кралица на Гърция
- Фридерика Олденбургска (1820 – 1891)

Втори брак: на 24 юни 1825 г. в Шаумбург с принцеса Ида фон Анхалт-Бернбург-Шаумбург-Хойм (1804 – 1828), сестра на първата му съпруга Аделхайд. Те имат син:
- Николаус Фридрих Петер (1827 – 1900), велик херцог на Олденбург (1853 – 1900), женен 1852 за принцеса Елизабет (1826 – 1896), дъщеря на херцог Йозеф фон Саксония-Алтенбург

Трети брак: на 5 май 1831 г. във Виена с принцеса Цецилия Шведска (1807 –1844), най-малката дъщеря на бившия крал на Швеция Густав IV Адолф. Те имат децата:
- Александер Фридрих Густав (1834 – 1835)
- Николаус Фридрих Август (1836 – 1837)
- Антон Гюнтер Фридрих Елимар (1844 – 1895), женен морганатически във Виена 1876 г. за баронеса Наталия Фогел фон Фризенхоф (1854 – 1937), племенница на Александър Пушкин.

- Аделхайд фон Анхалт-Бернбург-Шаумбург-Хойм
- Ида фон Анхалт-Бернбург-Шаумбург-Хойм
- Цецилия Шведска